# ボーローポイント
ボーローポイント、あるいはボロー・ポイント（英語: Bolo point、ボーロー飛行場、ボロー飛行場）は、第二次世界大戦中に沖縄本島西海岸、東シナ海に面した読谷村に建設されたアメリカ軍の基地。
第二次世界大戦の終結後、1946年には飛行場としての機能は無くなり、アメリカ陸軍が管理するボーローポイント射撃場 (ボロー・ポイント射撃場) の名称で射撃場に、また瀬名波通信施設 (せなはつうしんしせつ) の名称で米国中央情報局 (CIA) の外国放送情報局 (FBIS) の通信施設として使われた。また核ミサイルのナイキ・ハーキュリーズやメースBの発射基地となっていた。
1977年までにその大部分が返還され、現在は農地やリゾートホテル、アミューズメント施設などが立ち並ぶ風光明媚な観光地となっている。

## ボーロー・ポイント射撃場
ボーロー飛行場が建設された読谷村は、日本軍の基地(北飛行場)があったため、1945年4月1日の沖縄戦においてアメリカ軍が最初の上陸地に選んだ場所の一つである。上陸したアメリカ軍は読谷村一帯をすぐさま占領下に置き、ボーロー飛行場を建設した。7月には第8空軍が配備され、B-29スーパーフォートレス爆撃機による日本本土爆撃の出撃拠点となるよう計画が進められた。しかし8月に日本が降伏したため、計画された日本本土爆撃の作戦拠点として使われることは無かった。8月20日から翌年1946年1月5日までの間、第5空軍隷下の第7、第8戦術輸送飛行隊(第2戦術輸送航空群）がC-47スカイトレイン輸送機による輸送任務を行った。
その後、輸送機部隊は横田基地に移動となり、ボーロー飛行場は終戦によって余剰となった軍用品の集積所として使われた。戦車やトラック、重機、その他さまざまな軍用品が保管されていたが、これらの集積物の多くは最終的には朝鮮戦争の間に日本と韓国に送られた。

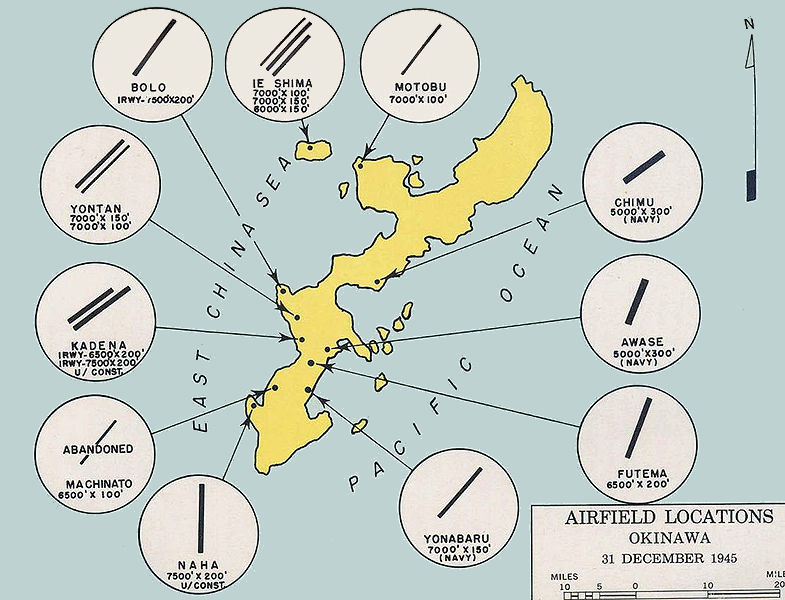
沖縄戦でアメリカ軍が運用した飛行場

1972年、沖縄返還に際し、読谷にある以下の4カ所の米軍施設が「ボロ―・ポイント射撃場」という名称でまとめられた。
|      | 新名称                 | 旧名称                       | 備考   |
| 6021 | ボロー・ポイント射撃場 | ボロー・ポイント射撃場       |        |
| 6021 | ボロー・ポイント射撃場 | 嘉手納第一サイト             | メース |
| 6021 | ボロー・ポイント射撃場 | ボロー・ポイント陸軍補助施設 |        |
| 6021 | ボロー・ポイント射撃場 | 読谷第一陸軍補助施設         |        |
| 6025 | 読谷陸軍補助施設       | 読谷第二陸軍補助施設         | ホーク |

1996年12月のSACO最終報告により、アンテナ施設等をトリイ通信施設に移設すること等を条件に大部分の返還が日米間で合意された。
2006年 (平成18年) 9月30日、マイクロ・ウェーブ塔のある一部区域を除き全面返還。マイクロ・ウェーブ塔の区域は「瀬名波通信施設」と名称を変えた。近くには、残波岬公園や高級リゾートホテル、アミューズメント施設やゴルフ場などが整備され、マンゴー栽培や農業も盛んである。

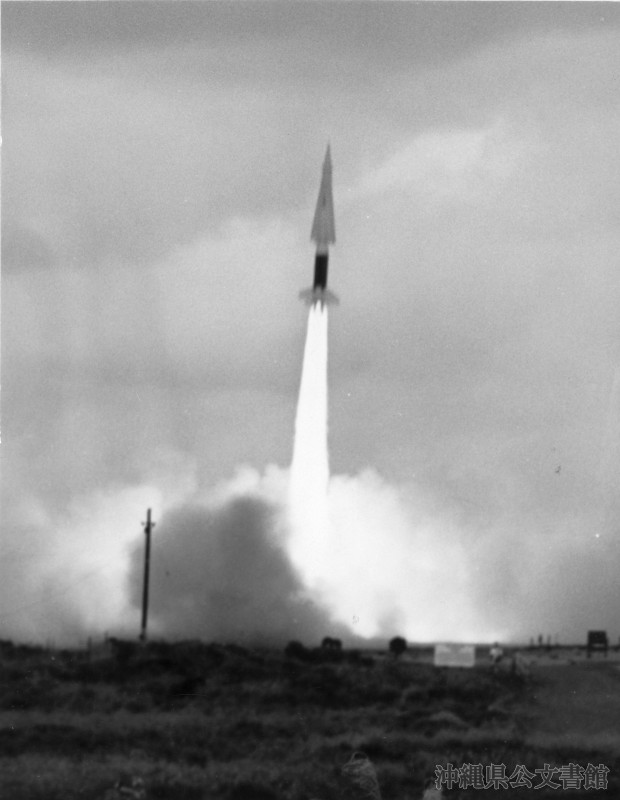
残波岬（ボーローポイント）ミサイル基地でのナイキ・ハーキュリーズ発射実験 (1961年1月14日) (沖縄県公文書館所蔵)

## 歴史

### 1945年 ボーロー飛行場
1945年4月1日、米軍の上陸と占領。
1949年、「外国放送情報局沖縄ステーション」(FBIS) を設置。この通信施設は中央情報局（CIA）の海外最大の盗聴拠点であることが最近の調査で明らかになった。主に日本や中国、ベトナム、ソ連の放送を２４時間態勢で傍受していた。
1957年6月、ナイキ・ハーキュリーズ基地（Ａサイト、Ｂサイト）、メースB基地を建設。
1970年7月、嘉手納第1サイトのメースＢ基地を撤去。
1972年5月15日、「ボーロー・ポイント射撃場」「嘉手納第一サイト」「ボロー・ポイント陸軍補助施設」及び「読谷第一陸軍補助施設」が統合され、「ボロー・ポイント射撃場」として提供開始（使用主目的：訓練場、宿舎及び通信所）。

### 1972年 ボーローポイント射撃場
1973年6月30日、メースＢ基地の土地約210,000㎡（高志保付近）を返還。
1974年8月15日、ボロー・ポイント射撃場南側部分の土地（高志保、儀間の大半）約1,842千㎡を返還。10 月31 日、ナイキ・ハーキュリーズ基地の土地（座喜味城跡、川平付近）約161,000㎡を返還。11月30日、小火器射撃場を含む北側地区（残波岬付近）約711,000㎡を返還。第２水域及び第１水域の一部 9,120 ㎡を返還。
1976年9月30日、東シナ海側の土地（儀間付近）約 1,065 千㎡を返還。
1977年4月30日、暫定法適用の土地約 600 ㎡を返還。5月14日、暫定法適用の土地約12,000㎡を返還。

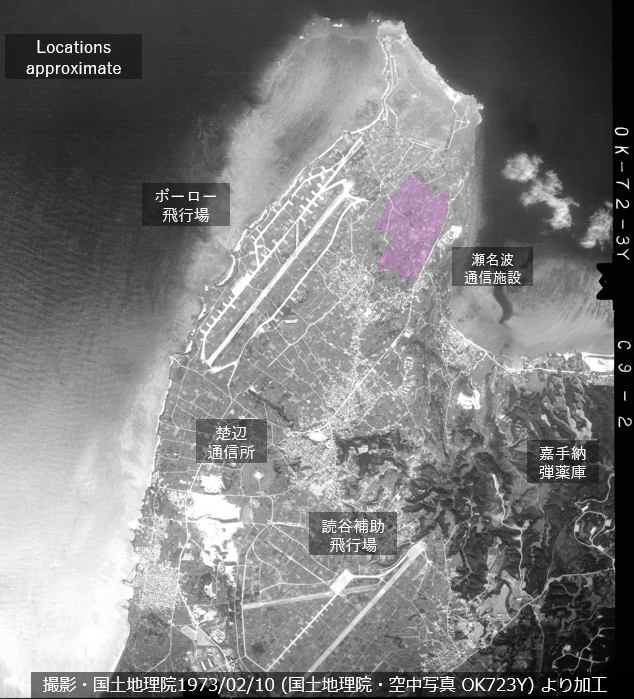
瀬名波通信施設 (1973/02/10)

### 1977年 瀬名波通信施設
1977年10月6日、「ボロー・ポイント射撃場」 から「瀬名波通信施設」 に名称変更。
1978年9月30日、管理権が陸軍から空軍に移管。
1983年3月31日、遊休地約 5,000㎡を返還。
1992年3月31日、住宅用地約800㎡を返還。５月14日、約 620 ㎡を返還。
1996年3月31日、墓地用地約 100 ㎡を返還。7月2日、通信ケーブル等として工作物（通信ケーブル）を追加提供。
1997年3月27日、境界標として工作物（境界標）を追加提供。
1999年9月2日、住宅用地約 250 ㎡を返還。
2000年10月31日、囲障等として工作物（囲障等）を提供。
2001年3月31日、住宅用地約40 ㎡を返還。
2006年9月30日、一部鉄塔施設 (0.1ha) を除き全面返還。
瀬名波通信施設としての概要
- 場所：読谷村（字瀬名波、字宇座、字渡慶次）
- 施設面積：4,816,000㎡ (1972年)[6] → 612,000㎡ (2014年)
- 現在の地主数：401人
- 現在の年間賃借料：372百万円
- 駐留軍従業員数：52人[7]

## ボーローポイントと核

### メースB

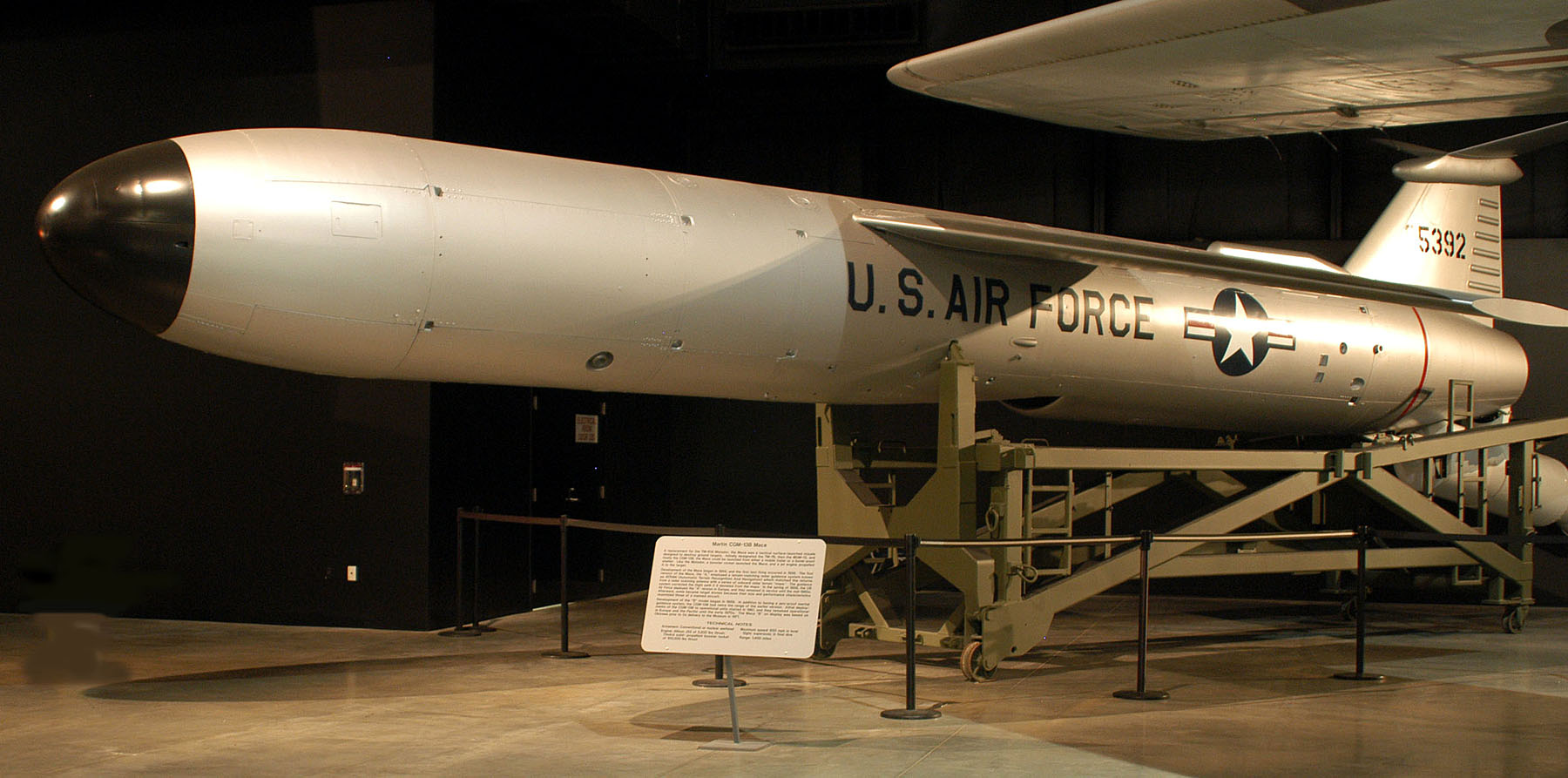
国立アメリカ空軍博物館に展示されているメースB (CGM-13B) は、1971年まで実際に沖縄に配備されていたもの。

上記のとおり、ボーローポイントには「嘉手納第1サイト」があり、核弾頭(マーク28)を搭載した巡航ミサイル「メースB」8基が配備されていた。嘉手納基地を拠点とする第5空軍第498戦術ミサイル群 (498th Tactical Missile Group) の管理下で、以下の四カ所での配備が行われた。

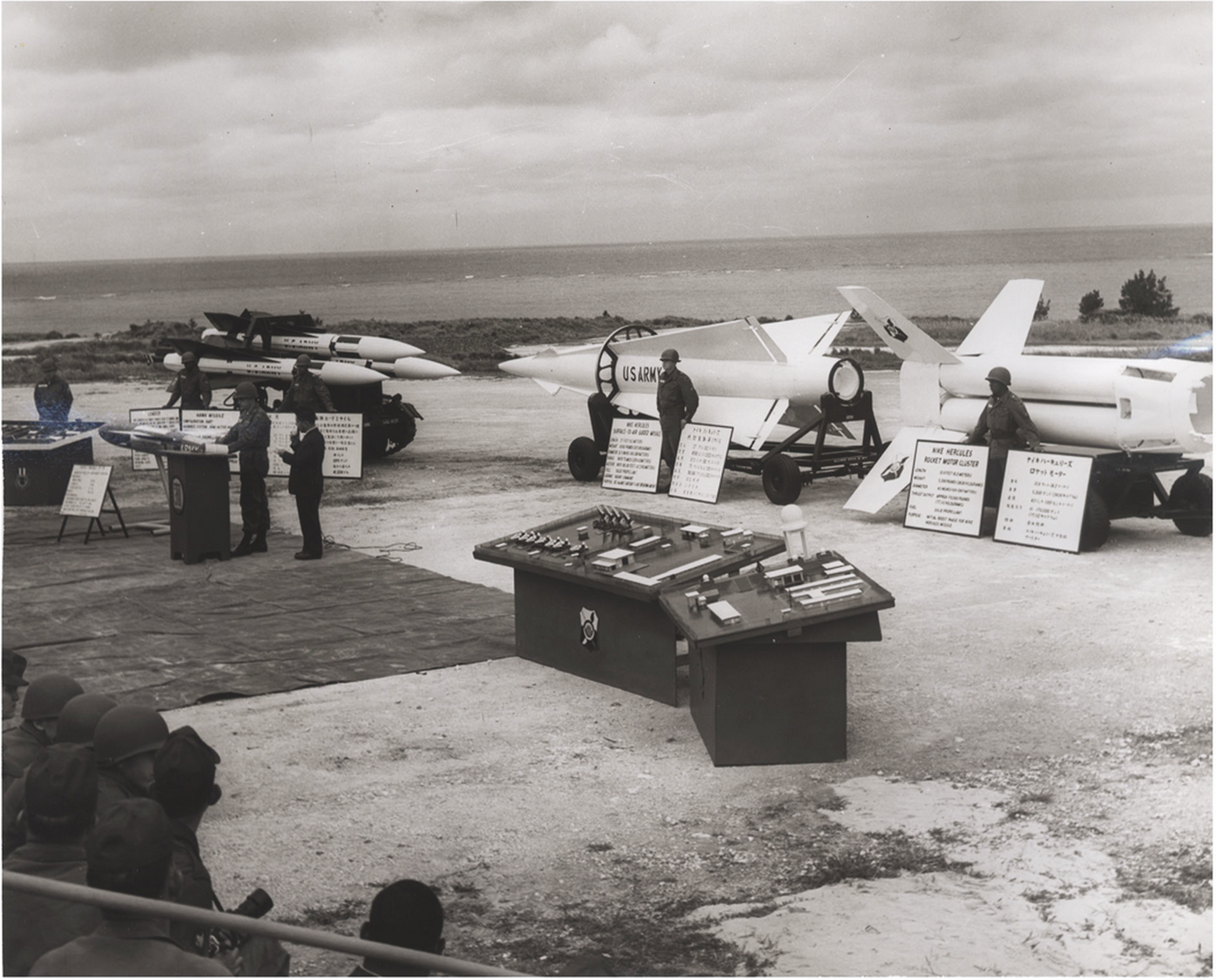
日本語と英語のパネルで説明され、展示されているナイキやホーク。読谷村。

|   |                 | メース基地             | 備考       |
| 1 | 嘉手納第1サイト | ボロー・ポイント射撃場 | 読谷村     |
| 2 | 嘉手納第2サイト | ホワイト・ビーチ地区   | 現うるま市 |
| 3 | 嘉手納第3サイト | ギンバル訓練場         | 金武町     |
| 4 | 嘉手納第4サイト | 恩納サイト             | 恩納村     |

### ナイキ・ハーキュリーズ
また区域北側の残波岬には1959年からMIM-14ナイキ・ハーキュリーズ地対空ミサイルが配備された。ほぼ米国内基地への配備と同時期であった。米国立公文書館の資料には、沖縄のナイキ・プロジェクト (Nike Project) は8カ所で展開されたことが記されている。また残波岬でハーキュリーズ発射実験の際には、復帰前にもかかわらず大勢の自衛隊員が招待されていた。以下、NARA の記録に記されているもの
- 1957年7月8日: ナイキ計画は沖縄8カ所という記載。
- 1962年3月6日: ミサイル訓練でボロー・ポイント射撃場から一回目のナイキミサイル発射、ホークミサイル発射の記載。
- 1957年10月31日: ナイキ・ミサイル第2回目発射の際、基地から北西約200mの瀬名波部落のキビ畑に火がつき、約200坪延焼の記載[9]。
- 1965年1月22日: 沖縄返還の交渉が続けられる中、第3代琉球列島高等弁務官ポール・キャラウェイが、日本の自衛官と報道陣を招待し、ボーローポイントでナイキ・ハーキュリーズとホーク・ミサイルをデモンストレーションしたことをロイターが伝えた[10]。読谷のホーク・ミサイル基地は、そのすぐ南側の読谷陸軍補助施設にあった[11]。

|   |           | ナイキ配備                              | 備考                    |
| 1 | 第1サイト | ボロー・ポイント射撃場 (読谷)           | 返還                    |
| 2 | 第2サイト | 恩納ポイント (恩納サイト)               | 空自 恩納分屯基地に移管 |
| 3 | 第3サイト | 石川陸軍補助施設 (天願)                 | 返還                    |
| 4 | 第4サイト | 西原陸軍補助施設 (ホワイト・ビーチ地区) | 返還                    |
| 5 | 第5サイト | 普天間飛行場                            |                         |
| 6 | 第6サイト | 知念第二サイト                          | 空自 知念分屯基地に移管 |
| 7 | 第7サイト | 与座岳サイト                            | 陸自 南与座分屯地に移管 |
| 8 | 第8サイト | 那覇サイト                              | 空自 那覇基地に移管     |

## FBIS と CIA
1949年にボーロー・ポイントにFBIS (外国放送情報局) が運営する瀬名波通信施設が開設され、米中央情報局 (CIA) の海外最大の盗聴拠点となっていた。アジア全域、特に日本や中国、ベトナム、ソ連のラジオやテレビの放送、新聞のファクス送信などを24時間態勢で傍受し、1980年代には1カ月に最大135万語の資料と、数百時間のテレビ録画を米本国の本部に送信していた。FBISのあった瀬名波通信施設は、機能をトリイ通信施設に移行し、一部施設をのぞき、2006年に返還された。

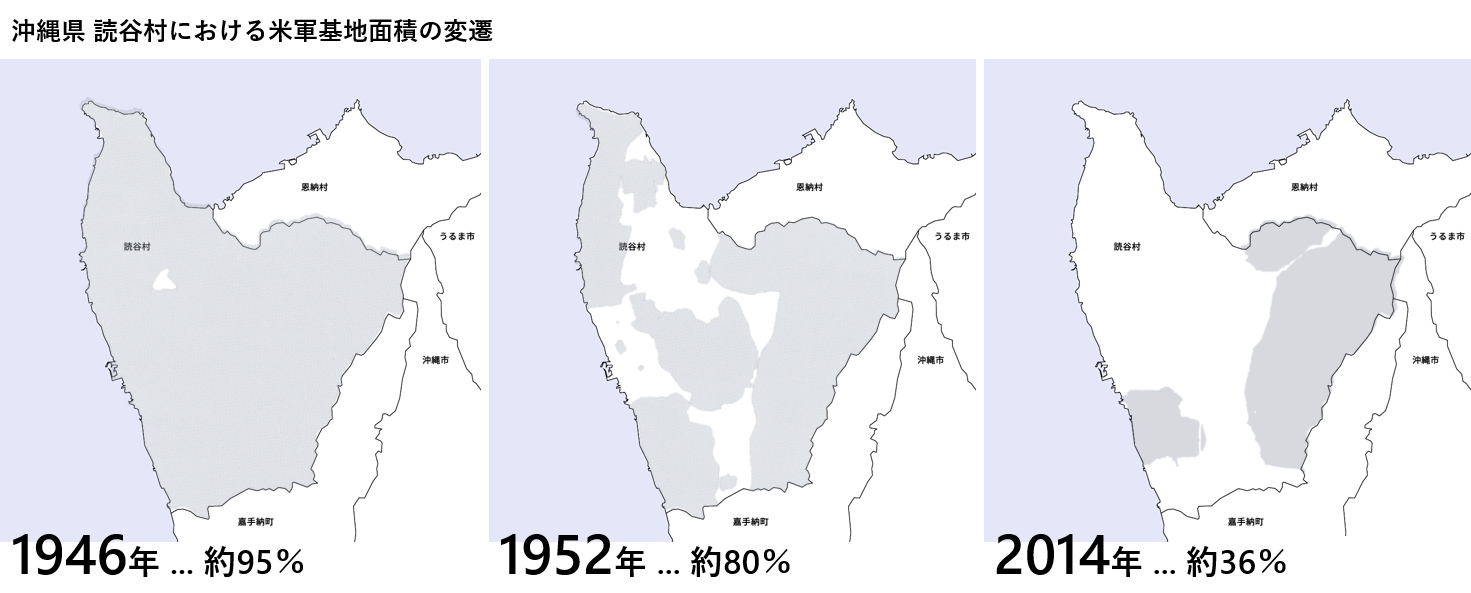
読谷村における基地面積の変遷。

## 跡地開発

### 返還後の跡地利用
1972年の本土復帰を経て、1974年から1977年の間に、沖縄戦から継続して占領され、基地として強制接収されていた83%の面積が返還された。この時に区域東側の通信施設が残され瀬名波通信施設へと名称が変更になったが、2006年にマイクロウェーブ塔を残して返還となった。
現在はサトウキビや花きやマンゴー等の農地の他、リゾートホテルの開発が進んでいる。最初に誘致されたのは残波ロイヤルホテルで、次にホテル日航アリビラ、青い海ＧＡＬＡには、「残波の夕日」などの作品を持つ琉球ガラス工房もある。また読谷に本社を持つ御菓子御殿、ジ・ウザテラスなどもオープンした。むら咲きむらはNHK大河ドラマ『琉球の風』のロケ地の譲渡をうけ、地元の商工会が組織を作り運営してきた。読谷の海岸線と農用地の中にリゾートホテルがあるという沖縄のパストラル・リゾートのかたちが形成された。